# Копайнала (муниципалитет)
Копайнала́ (исп. Copainalá) — муниципалитет в Мексике, штат Чьяпас, с административным центром в одноимённом городе. Численность населения, по данным переписи 2020 года, составила 22 192 человека.

## Общие сведения
Название Copainalá с языка науатль можно перевести как — место убегающих змей.
Площадь муниципалитета равна 346,4 км², что составляет 0,5 % от площади штата, а наиболее высоко расположенное поселение Коста-Алегре, находится на высоте 1620 метров.
Он граничит с другими муниципалитетами Чьяпаса: на севере с Франсиско-Леоном и Окотепеком, на востоке с Коапильей, на юго-востоке с Чикоасеном, на юге с Сан-Фернандо и Берриосабалем, и на западе с Текпатаном.

## Учреждение и состав
Муниципалитет был образован 15 мая 1935 года, по данным 2020 года в его состав входит 114 населённых пунктов, самые крупные из которых:
| Код INEGI                  | Населённый пункт                                                                                   | Численность населения (2005 год) | Численность населения (2010 год) | Численность населения (2020 год) |
| -------------------------- | -------------------------------------------------------------------------------------------------- | -------------------------------- | -------------------------------- | -------------------------------- |
| 021                        | Всего                                                                                              | 20257                            | 21050                            | 22192                            |
| 0001                       | Копайнала (исп. Copainalá) 17°05′37″ с. ш. 93°12′38″ з. д. (административный центр)                | 6529                             | 6550                             | 7125                             |
| 0002                       | Анхель-Альбино-Корсо (исп. Ángel Albino Corzo (Guadalupe)) 17°07′36″ с. ш. 93°16′31″ з. д.         | 1233                             | 1469                             | 1401                             |
| 0013                       | Бенито-Хуарес (исп. Benito Juárez) 17°08′20″ с. ш. 93°14′52″ з. д.                                 | 1116                             | 1153                             | 1120                             |
| 0009                       | Мигель-Идальго (Сакалапа) (исп. Miguel Hidalgo (Zacalapa)) 17°07′56″ с. ш. 93°12′39″ з. д.         | 999                              | 959                              | 966                              |
| 0011                       | Игнасио-Сарагоса (исп. Ignacio Zaragoza) 17°03′29″ с. ш. 93°21′02″ з. д.                           | 664                              | 762                              | 868                              |
| 0003                       | Кампече (исп. Campeche) 17°10′56″ с. ш. 93°16′29″ з. д.                                            | 604                              | 676                              | 774                              |
| 0018                       | Ла-Нуэва (исп. La Nueva) 17°02′59″ с. ш. 93°09′59″ з. д.                                           | 606                              | 643                              | 693                              |
| 0014                       | Хулиан-Грахалес (Сан-Антонио) (исп. Julián Grajales (San Antonio)) 17°07′27″ с. ш. 93°15′45″ з. д. | 619                              | 581                              | 591                              |
| 0020                       | Эль-Росарио (исп. El Rosario) 17°05′22″ с. ш. 93°14′38″ з. д.                                      | 520                              | 526                              | 571                              |
| —                          | Прочие                                                                                             | 7367                             | 7731                             | 8083                             |
| Названия на карте Генштаба | |                                  |                                  |                                  |

## Экономическая деятельность
По статистическим данным 2000 года, работоспособное население занято по секторам экономики в следующих пропорциях:
- сельское хозяйство, скотоводство и рыбная ловля — 59 %;
- промышленность и строительство — 11,7 %;
- торговля, сферы услуг и туризма — 28,1 %;
- безработные — 1,2 %.

### Сельское хозяйство
Выращиваемые культуры: кукуруза, цитрусовые и перец.

### Животноводство
В муниципалитете разводится крупный рогатый скот, а также свиньи и птицы.

### Торговля
В муниципалитете есть магазины, реализующие товары первой необходимости, одежду и обувь.

### Услуги
Предоставляемые услуги: отели, рестораны, автомастерские и другие.

## Инфраструктура
По статистическим данным 2020 года, инфраструктура развита следующим образом:
- электрификация: 98 %;
- водоснабжение: 55,4 %;
- водоотведение: 95,8 %.

## Туризм
Основные достопримечательностями:
- Церкви Сан-Мигель и Сан-Висенте, а также монастырь Санто-Доминго, построенные в колониальный период;
- Река Сакалапа и расположенные на её берегах места отдыха.